# Герб Карнатаки
Герб Карнатаки — державний герб штату Карнатака, Індія. Емблема заснована на емблемі Королівства Майсур, яка міститься в усій офіційній кореспонденції уряду Карнатаки.

## Дизайн
Герб містить червоний щит із білим двоголовим птахом Гандабхерунда, облямованим синім кольором. У клейноді Левина капітель Ашоки (також використовується як емблема Індії) на синій круглій абаці з блакитним фризом, що несе рельєфні скульптури коня, що скаче, ліворуч, Дхармачакра в центрі, бик. праворуч, а контури Дхармачакри крайні ліворуч і праворуч як частина колони Ашоки із Сарнатхи. З обох боків щит підтримується жовтим левом-слоном із червоною гривою, що вказує на популярного міфологічного персонажа *Ґаджакесарі* — гібридну форму двох мудрих і могутніх тварин — Лева та Слона — міфічної істоти, яка вважається сприятливою та вказує на силу, владу, і інтелект. Вважається, що сила Ґаджакесарі підтримує більшу праведність і дарує багато достатку та блаженства. Це також відноситься до щасливого імпульсу або енергії в індуїстській астрології. Згідно з індуїстським віруванням, вважається, що людина, яка має у своїй астрологічній карті «Ґаджакесарі-йога», завойовує світ, те саме стосується королівства, яке виправдовує всі характеристики завойовника), що стоїть на зеленій листяній основі. Під відділенням стилізоване слово Деванаґарі — національний девіз Індії — «सत्यमेव जयते» (Satyameva Jayate, на санскриті «Триумфує тільки правда»).

## Історичні емблеми

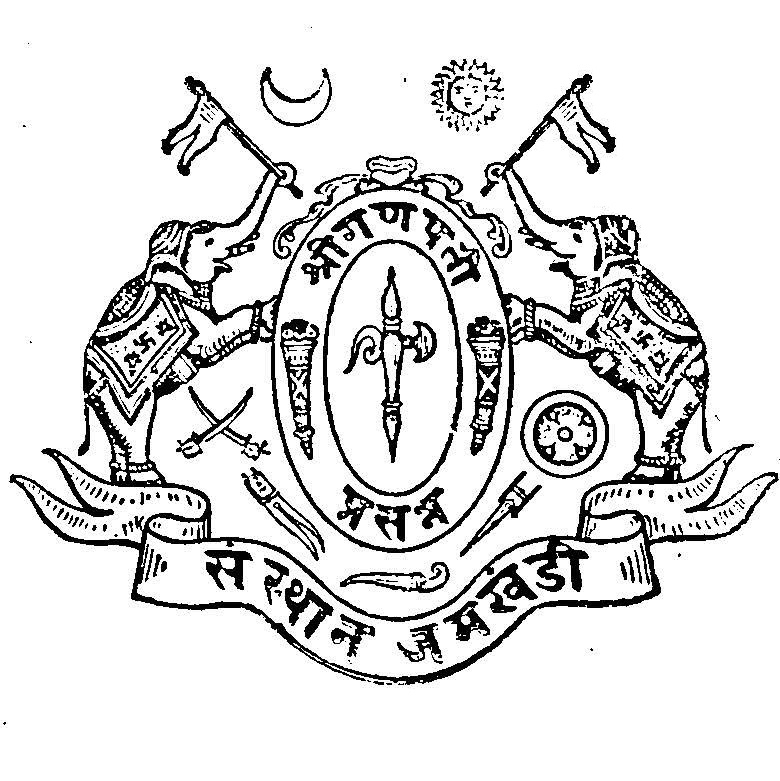
Герб країни Джамкханді
Герб королівства Майсур[2]

## Урядовий прапор
Уряд штату Карнатака може бути представлений прапором, на якому на білому тлі зображено герб штату. Прапор був запропонований у 2018 році, але офіційно не був прийнятий. Також використовується неофіційний прапор каннади.

Прапор Карнатаки
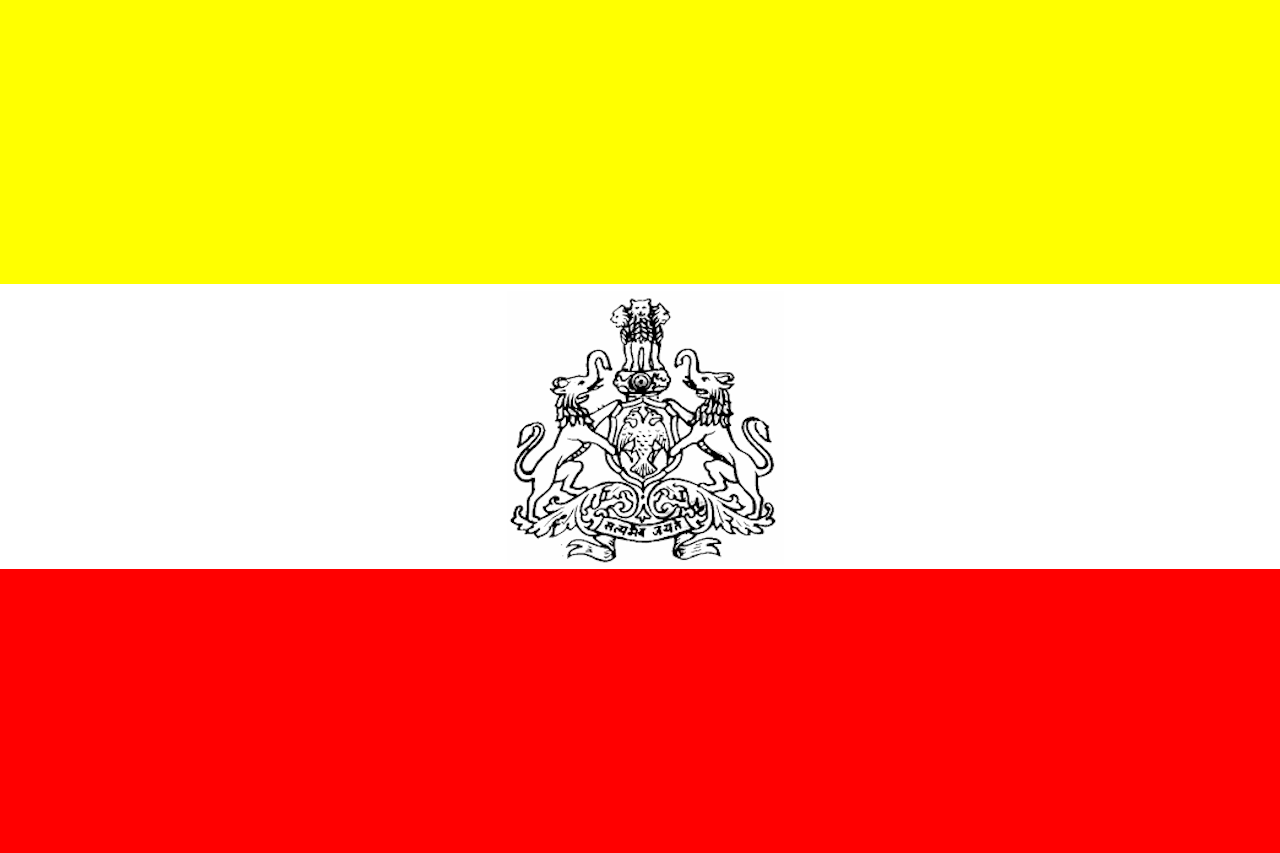
Пропозиція прапора
Прапор Каннади